# Hossein Reza Zadeh
Pour les articles homonymes, voir Reza et Zadeh.
Hossein Reza Zadeh (en persan : حسین رضازاده) est un haltérophile iranien né le 12 mai 1978 à Ardabil. 

## Biographie
Troisième d'une famille de sept enfants, il a commencé l'haltérophilie à l'âge de 15 ans, encouragé par son professeur de gymnastique.
Hossein Reza Zadeh mesure 1,86 m pour 190 kg. Il détenait le record du monde à l'épaulé-jeté (263 kg) ainsi que le total dans les 2 épreuves (472 kg), mais le Géorgien Lasha Talakhadze a décroché l'or à Anaheim lors des championnats du monde en 2017 avec un total de 477 kg. Son record à l'épaulé-jeté a été battu par Lasha Talakhadze le 27 septembre 2019 lors des championnats du monde de Pattaya. 
À noter que le Russe Aleksey Lovchev a réalisé un total olympique de 475 kg (dont un record de 264 kg à l'épaulé-jeté) lors des championnats du monde en 2015 à Houston, Texas. Ces records ont cependant été annulés car l'athlète a échoué lors d'un contrôle antidopage. 
Surnommé « l'Hercule iranien », il est le premier athlète de son pays à avoir remporté deux médailles d'or olympiques. C'est l'une des personnalités les plus en vue en Iran, effectuant de fréquentes apparitions à la télévision et dans les journaux. Son mariage, qui a eu lieu à La Mecque en février 2003, a été retransmis en direct à la télévision iranienne.
Il a été élu en 2002 « Champion des champions » de l'Iran et il a été parmi les 16 athlètes qui se sont vu décerner une médaille du courage par le président Khatami. Ce dernier lui a d'ailleurs accordé une récompense de 600 millions de Rials (60 000 €) en remerciement de l'établissement d'un record mondial aux championnats du monde d'haltérophilie de Vancouver.

## Palmarès
Catégorie : plus de 105 kg
- Médaille d'or aux Jeux asiatiques 2006
- Champion du monde d'haltérophilie 2006
- Champion du monde d'haltérophilie 2005
- Médaille d'or aux Jeux olympiques d'été 2004
- Champion du monde d'haltérophilie 2003
- Champion du monde d'haltérophilie 2002
- Médaille d'or aux Jeux olympiques d'été 2000